# رینبو (کالیفرنیا)
رینبو (به انگلیسی: Rainbow) یک منطقهٔ مسکونی در ایالات متحده آمریکا است که در شهرستان سن دیگو، کالیفرنیا واقع شده‌است. رینبو ۲۸٫۵۹۹ کیلومتر مربع مساحت و ۱٬۸۳۲ نفر جمعیت دارد و ۳۱۸ متر بالاتر از سطح دریا واقع شده‌است.